# Sparkler
Sparkler è un personaggio dei fumetti pubblicati dalla DC Comics. Ha debuttato in Batman and the Outsiders Annual n. 1 (1984).

## Biografia del personaggio
Sparkler è un ragazzino ispano-americano che adora Major Victory (William Vickers). Si unì alla Force of July per lavorare al fianco del suo eroe, e sperando un giorno di poter diventare come lui.
Sparkler comparve anche nello special degli Outsider del 1987. Una squadra mista di membri degli Outsiders e della Infinity, Inc. irruppero nel quartier generale della Force of July, un immobile posseduto dal loro leader Abraham Lincoln Carlyle. Nel corso della battaglia, Sparkler sconfisse la giovane Windfall bruciando l'aria intorno a lei.

### Morte
Sparkler morì nel confronto della Force of July contro la Suicide Squad durante la storia "Janus Directive", come visto in Suicide Squad n. 27 (maggio 1989). Questo attacco fu pianificato dalla necessità di Amanda Waller di provare che fu rimpiazzata da un duplicato. Mentre inseguiva Dottor Light, la giovane età dell'eroe e il suo aspetto infantile gli ricordarono le esperienze traumatiche che dovette passare contro i Teen Titans, facendo sì che scatenasse un attacco devastante su Sparkler, uccidendolo istantaneamente. Anche Carlyle e Mayflower morirono nell'attacco della Squad.
Sparkler fu identificato come uno dei deceduti seppelliti sotto la Sala della Giustizia.

## Poteri e abilità
I poteri di Sparkler consistono nel volo e nell'abilità di proiettare raggi di luce o fuochi artificiali. Sparkler emette una scia di luci pirotecniche mentre è in volo.